# Eino Railio
Johan Einar „Eino“ Railio (* 11. Juni 1886 in Helsinki; † 3. Februar 1970 ebenda) war ein finnischer Turner.

## Erfolge
Eino Railio, der für den Verein HKV turnte, gab 1908 in London sein Olympiadebüt und trat dort im Mannschaftsmehrkampf an, einem der beiden Wettkämpfe im Geräteturnen. Die Turnriegen bestanden aus 16 bis 40 Turnern und es war innerhalb von 30 Minuten Wettkampfzeit eine Gesamtpunktzahl von 480 Punkten möglich. Der Wettbewerb bestand aus einer Gruppenübung mit und ohne Turngeräte, die innerhalb von 30 Minuten absolviert werden musste. Insgesamt waren acht Mannschaften mit in Summe 254 Turnern am Start. Eine Mannschaft musste dabei aus 16 bis 40 Turnern bestehen. Jeder der drei Kampfrichter vergab ein Maximum von 160 Punkten (40 für das Auftreten, 60 für die Ausführung und 60 für die Schwierigkeit). Dabei wurden Stil, Schwierigkeit, Vielseitigkeit und Gesamteindruck für die Wertung berücksichtigt. Mit der finnischen Mannschaft gewann Railio mit 405 Punkten hinter den Olympiasiegern aus Schweden mit 438 Punkten sowie Norwegen, dessen Turner auf 425 Punkte kamen, die Bronzemedaille.
Zur Mannschaft gehörten neben Railio noch Eino Forsström, Otto Granström, Johan Kemp, Iivari Kyykoski, Heikki Lehmusto, John Lindroth, Edvard Linna, Yrjö Linko, Matti Markkanen, Kalle Mikkolainen, Veli Nieminen, Kalle Kustaa Paasia, Arvi Pohjanpää, Aarne Pohjonen, Ale Riipinen, Arno Saarinen, Einar Sahlstein, Aarne Salovaara, Torsten Sandelin, Elis Sipilä, Viktor Smeds, Kaarlo Soinio, Kurt Stenberg, Väinö Tiiri und Magnus Wegelius.